# Ленуар, Александр (архитектор)
Александр Альберт Ленуар (фр. Alexandre Albert Lenoir; 21 октября 1801, Париж — 17 февраля 1891, Париж) — выдающийся французский учёный-историк, архитектор, археолог, прозаик, путешественник, живописец, музейный работник. Член Французской академии изящных искусств (1869). Отец скульптора и живописца Альфреда Ленуара.
Известен тем, что участвовал в создании в 1844 году Музея Средневековья в Париже и руководил им в течение сорока лет, а также опубликовал «Монументальную статистику Парижа» (Statistique monumentale de Paris, 1840—1867), первый научно-обоснованный свод исторических памятников Парижа.

## Биография

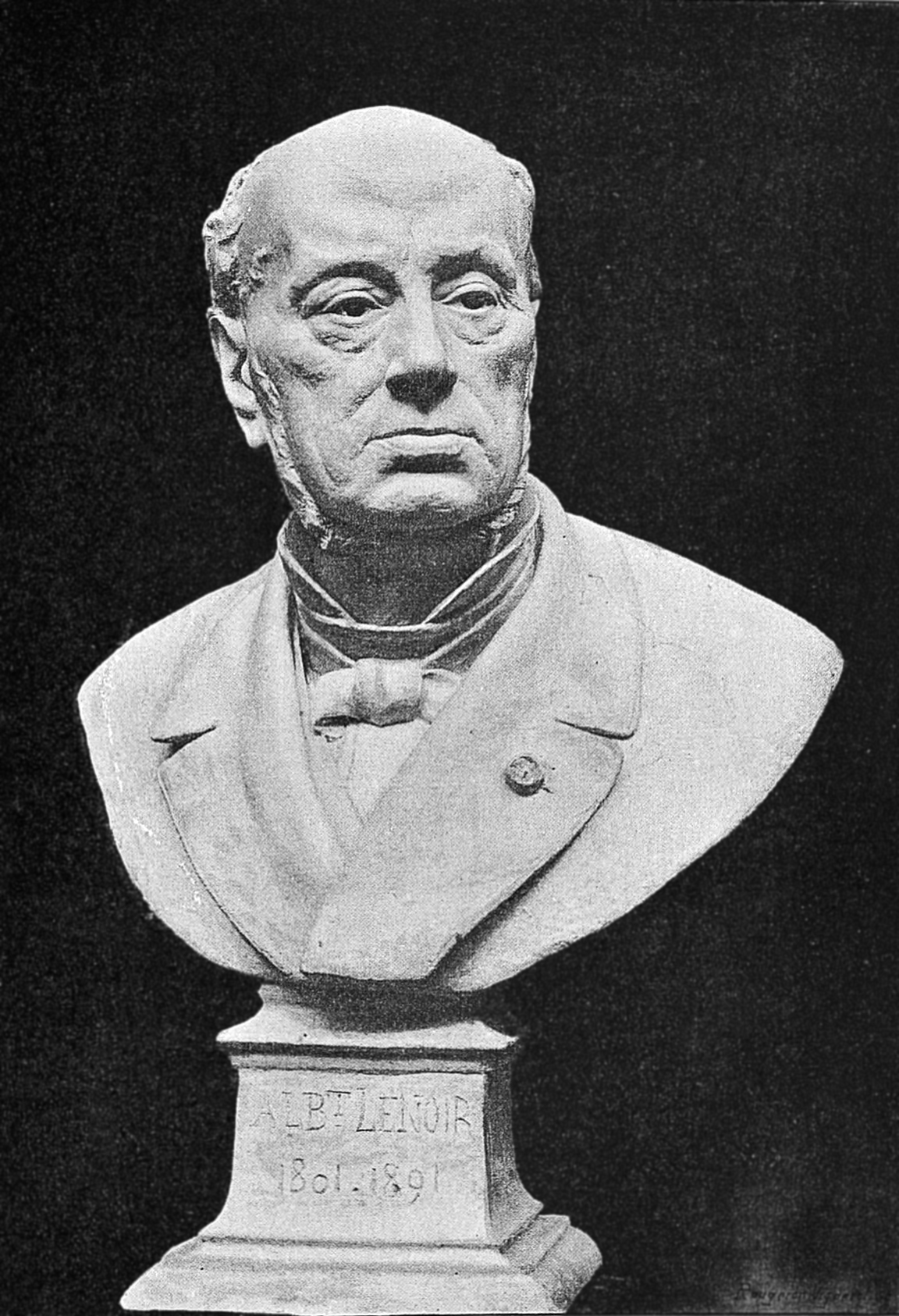
Бюст А. Ленуара работы его сына Альфреда Ленуара. 1891

Александр Альберт Ленуар был сыном историка Александра Ленуара и Аделаиды Бинар, учился в Коллеже Генриха IV, затем, с 1819 года — в студии архитектора Франсуа Дебре, изучал архитектуру в Школе изящных искусств, которую окончил в 1820 году с квалификацией художника 1-го класса.
В 1824 году вместе с археологом Шарлем Тексье совершил поездку на юг Франции. В 1830—1832 годах совершенствовал своё мастерство в Италии, посетил Флоренцию, Сиену, Перуджу, Неаполь, Палермо и Мессину, изучал древнегреческие, этрусские, древнеримские памятники и раннехристианские базилики. Путешествовал по странам Востока. Опубликовал дневники и рисунки, касающиеся древнегреческих сооружений, открытых в 1830 году.
С 1830 по 1833 год Ленуар работал в Италии с архитектором Франсуа Алексисом Сандрие. В Риме он встретил Феликса Дюбана, с которым познакомился ещё в студии Франсуа Дебре в Париже, Анри Лабруста, Жозефа-Луи Дюка и Леона Водуайе, которые составили, по их собственному выражению, «романтическое поколение». В 1831 году Александр Ленуар стал активным членом нового «Института археологической корреспонденции» (Istituto di Corrispondenza Archeologica), основанного Эдуардом Герхардом двумя годами ранее (далее: Германский археологический институт в Риме).
Вернувшись на родину, Ленуар представил в Парижском Салоне 1833 года проект Исторического музея, предложив экспонировать произведения искусства в хронологическом порядке, настаивая, согласно принципу историзма, на показе непрерывности эволюции искусства на протяжении веков.
Представленный Ленуаром проект предусматривал соединение руин галло-римских терм Юлиана с Отелем Клюни — пустующими помещениями бывшего отеля для приезжающих в Париж монахов бенедиктинского ордена (Palais des Thermes et de l’Hôtel de Cluny) в Латинском квартале Парижа. Проект обратил на себя внимание правительства, и Александру Ленуару было поручено подробно разработать и осуществить проект. Его работа была отмечена Академией и одобрена Генеральным инспектором исторических памятников (l’Inspecteur général des Monuments historiques) Людовиком Вите.
В 1834 году Ленуар выставил в Салоне свои рисунки, сделанные во время раскопок на Сицилии и в Тоскане. В 1835 году стал членом Комитета искусств и исторических памятников, созданного Ф. Гизо. Тогда же он начал готовить к публикации «Монументальную статистику Парижа» (Statistique monumentale de Paris, 1840—1867) — первый научно-обоснованный свод исторических памятников Парижа.
В 1836 году Александр Ленуар побывал в Афинах, Константинополе, посетил Киклады, побережье Адриатического моря и вернулся во Францию через Венецию и Швейцарию.
В 1837 году Ленуар был назначен профессором византийской архитектуры в Императорской библиотеке и вместе с Адольфом Наполеоном Дидроном прочитал «Полный курс христианской археологии».
В 1838 году префект департамента Сены Рамбюто поручил Ленуару работы по консервации галло-римских терм, приобретённых городом. Ленуар был назначен архитектором обширного комплекса, объединяющего термы и Отель Клюни (Palais des Thermes et l’Hôtel de Cluny), для создания нового учреждения, в котором будет размещена коллекция средневековых предметов, собранная ранее Александром Дю Соммераром. 17 марта 1844 года, через десять лет после презентации первого проекта и нескольких месяцев работы, состоялось торжественное открытие Музея Клюни, которым Ленуар руководил в течение сорока лет.
С 1856 года он преподавал в Школе изящных искусств в качестве заместителя Луи-Ипполита Леба, прежде чем в 1869 году был назначен заведующим кафедрой истории архитектуры. В 1862 году он стал бессрочным секретарём школы. Там же преподавал сын Александра — Альфред Ленуар.
В 1835 году Ленуар предложил Комитету искусств и памятников проект издания, посвящённого истории архитектуры Парижа. «Монументальная статистика Парижа» («Statistique monumentale de Paris») — первый научно-обоснованный свод исторических памятников Парижа, опубликованный частями между 1840 и 1867 годами, полностью иллюстрирует подход к истории архитектурных стилей, согласно хронологической преемственности архитектурных форм. Основы такого подхода были заложены трудами его отца — историка Александра Ленуара. Задуманная как научная инвентаризация, книга также представляет собой обширную историческую картину и интерпретацию памятников. Ленуар окружил себя более чем тридцатью сотрудниками, специалистами, отвечавшими за предоставление ему планов и чертежей ряда памятников, гражданских или религиозных. Так, Виолле-ле-Дюк, Жан-Батист Лассю, Теодор Ваккер или даже Адольф Берти, которые не без труда работали с 1849 года над завершением публикации Археологического плана Старого Парижа, сотрудничали с Ленуаром и оказали существенную помощь в составлении документации, необходимой для этого проекта. В «Статистике» представлены все периоды в истории французской архитектуры, но наиболее многочисленны памятники Средневековья. Кроме того, окончательный план работы свидетельствует о событиях и археологических открытиях, которые в течение тридцати лет отмечали развитие Парижа сначала под руководством Рамбюто, а затем барона Османа: новые открытия, сделанные в результате раскопок при расширении улиц, реконструкции и реставрации зданий.
Метод Ленуара, основанный на сопоставлении документов и артефактов, позволил восстановить историю исчезнувших парижских зданий, написать историю их обитателей и подтвердить формулу Ипполита Фортуля: «Архитектура есть истинная письменность народов» («Трактат об искусстве в Германии, 1841—1842»).
В 1884 году, в год его ухода из общественной жизни, Александр Альберт Ленуар был избран первым президентом Общества друзей парижских памятников (Société des amis des monuments parisiens), созданного в том же году. Ленуар состоял во многих влиятельных обществах и организациях: он был членом Комитета по искусству и историческим памятникам, созданного Франсуа Гизо (1835), членом Археологического общества (1835—1861), основателем и членом Центрального общества французских архитекторов (1840), членом Общества французских архитекторов, Общества истории Парижа и Иль-де-Франс, членом Института Франции (1869). Ленуар состоял членом Академий изобразительных искусств в Афинах, Санкт-Петербурге, Филадельфии.
Он скончался 17 февраля 1891 года в Школе изящных искусств и был похоронен 20 февраля на кладбище Монпарнас в Париже.
Как писатель и рисовальщик участвовал во многих архитектурных и археологических изданиях, в том числе:
- «Collection des documents inédits pour l’histoire de France»,
- «Monuments anciens et modernes» Ж. Гайльябо,
- «Revue d’architecture» Дали.

Издал сочинения:
- «Projet d’un musée historique» (1834, с рисунками),
- «Des monuments antérieurs à l'établissements du christianisme dans les Gaules» (1840),
- «L’architecture militaire du moyen-âge»,
- «Monuments réligieux du moyen-âge»,
- «Architecture monastique» (1852),
- «Notice et desseins du tombeau de Napoléon I» (1855).

Автор труда «Statistique monumentale de Paris» (1840—1867) о монументальных статуях Парижа), первой научной попытке информации о великих парижских памятниках.
Член Академий изобразительных искусств в Афинах, Санкт-Петербурге, Филадельфии.

## Награды
- Кавалер Ордена Почётного легиона (1845)
- Офицер Ордена Почётного легиона (1872)
- Орден Академических пальм